# Best Bits
Best Bits es un álbum recopilatorio del músico británico Roger Daltrey, publicado por la compañía discográfica MCA Records en marzo de 1982. Alcanzó el puesto 185 en la lista estadounidense Billboard 200 e incluyó dos canciones inéditas hasta la fecha: «Martyrs and Madmen» y «Treachery». La recopilación y mezclas adicionales fueron realizadas por Jon Astley y Phil Chapman.

## Lista de canciones
1. "Martyrs and Madmen"  (Steve Swindells)
2. "Say It Ain't So, Joe"  (Murray Head)
3. "Oceans Away"  (Goodhand-Tait)
4. "Treachery"  (Swindells)
5. "Free Me"  (Russ Ballard)
6. "Without Your Love"  (Billy Nicholls)
7. "Hard Life"
8. "Giving it All Away"  (David Courtney, Leo Sayer)
9. "Avenging Annie"  (Andy Pratt)
10. "Proud"  (Russ Ballard)
11. "You Put Something Better Inside Me"

## Posición en listas
| País           | Lista         | Posición |
| -------------- | ------------- | -------- |
| Estados Unidos | Billboard 200 | 185      |